# Línia evolutiva de Meowth
Aquesta línia evolutiva de Pokémon inclou Meowth i Persian.

## Meowth
Meowth és una de les espècies que apareixen a la franquícia Pokémon. És de tipus normal i evoluciona a Persian.

## Persian
Persian és una de les espècies que apareixen a la franquícia Pokémon. És de tipus normal i evoluciona de Meowth.